# Rocca di Mezzo
Rocca di Mezzo är en ort och kommun i provinsen L'Aquila i regionen Abruzzo i Italien. Kommunen hade 1 453 invånare (2018).